# Germanicus
Decimus Claudius Nero Germanicus, cunoscut sub numele de Germanicus (n. 24 mai 15 î.Hr., Roma, Imperiul Roman – d. 10 octombrie 19 d.Hr., Antiohia, Siria, Imperiul Roman) a fost un general al Imperiului Roman. A fost fiul lui Nero Claudius Drusus Germanicus și al Antoniei Minor, iar în anul 4 a fost adoptat de Tiberius (după adopție luând numele de Gaius Iulius Caesar Germanicus). A fost căsătorit cu Aggripina Maior, unul dintre fii lor fiind Caligula. 
Istoricul Tacitus îl amintește în Anale pe Germanicus, care a fost însărcinat de împăratul Tiberius cu o expediție militară peste fluviul Rin (care forma granița Imperiului), împotriva triburilor germanice, expediție formată din 26 de cohorte și 8 escadroane de călăreți. A dispus să se construiască un pod peste Rin, și a surprins  triburile germanice printr-un atac neașteptat, încercuindu-le tabăra noaptea. Lupta care a urmat a fost crâncenă, un adevărat măcel al germanilor care chefuiau; romanii însă n-au suferit pierderi. Această bătălie sângeroasă a fost urmată de răzbunarea triburilor germanice vecine, care în cele din urmă însă au fost respinse de trupele romane.